# Zingiber larsenii
Zingiber larsenii là một loài thực vật có hoa trong họ Gừng. Loài này được Ida Theilade miêu tả khoa học đầu tiên năm 1999.

## Mẫu định danh
Mẫu định danh: Larsen K. et al. 46280; thu thập ngày 10 tháng 9 năm 1995 ở cao độ 1.400-1.700 m, rừng thường xanh sườn núi Doi Wao, tỉnh Nan, Thái Lan. Mẫu holotype lưu giữ tại Đại học Aarhus, Đan Mạch (AAU), mẫu isotype lưu giữ tại Vườn Thực vật Singapore (SING).

## Phân bố
Loài này được tìm thấy ở miền bắc Thái Lan (các tỉnh Chiang Mai, Chiang Rai, Loei, Nan, Phayao, Phitsanulok, Tak). Môi trường sống là rừng, ở cao độ 600-1.800 m.

## Mô tả
Thân rễ nằm ngang. Chồi lá cao tới 1m. Các bẹ lá hơi có lông về phía cuống lá. Lưỡi bẹ dài 1 cm, 2 thùy, có lông. Cuống lá dài 5 mm, có lông. Lá hình elip tới trứng ngược-thuôn dài, 25-30 × 7–10 cm, mặt trên nhẵn nhụi, mặt dưới màu đỏ burgundy với lông lụa áp ép về phía gân giữa, đỉnh nhọn. Cuống cụm hoa mọc từ thân rễ, phủ phục, dài 5–15 cm. Cụm hoa hình trứng, 6-7 × 3–4 cm, đỉnh cắt cụt. Lá bắc sắp xếp lỏng lẻo, hình mác, 3,2 × 0,7 cm, thưa lông về phía đỉnh, màu đỏ. Lá bắc con hình mác, 2,7 × 1 cm, thưa lông. Đài hoa dài 1, 8 cm. Tràng hoa dài 7,5 cm, màu hồng nhạt; thùy tràng lưng 3,3 × 1 cm; các thùy tràng bên 2 × 0,7 cm. Cánh môi dài 7 cm, màu đỏ sẫm với sọc sáng màu; thùy giữa thuôn dài, 2 × 1,4 cm, đỉnh cắt cụt; các thùy bên thuôn tròn rộng, 0,8 × 0,5 cm.
Z. larsenii tương tự như Z. recurvatum ở chỗ có mặt dưới phiến lá màu đỏ sẫm có lông tơ, bẹ lá có lông tơ, lưỡi bẹ 2 thùy có lông và hình dạng cũng như màu sắc của cánh môi; nhưng Z. recurvatum cao tới 2–3 m, thân mập, lá, lá bắc và lá bắc con to hơn cũng như cụm hoa rộng hơn.